# Olhão
Olhão là một đô thị thuộc tỉnh Faro, Bồ Đào Nha. Đô thị này có diện tích 130 km², dân số thời điểm năm 2001 là 40808 người.